# 김동녕
김동녕(1945년 9월 6일 ~)은 한세예스24홀딩스 대표이사를 맡고 있는 대한민국의 기업인이다. 경기고등학교. 서울대학교 경제학과, 펜실베이니아 대학교 와튼스쿨 경영대학원을 졸업하였다.
1972년 의류 수출 기업인 한세통상을 설립하였고 1982년 한세실업으로 재창립하였다. 2003년에 인터넷 온라인 서점인 YES24를 인수하였다. 2008년에는 한세실업과 YES24를 자회사로 하는 지주회사인 한세예스24홀딩스를 설립하여 오늘에 이르고 있다.

## 학력
- 펜실베이니아 대학교 와튼스쿨 경영대학원
- 서울대학교 경제학과
- 경기고등학교